# Comuna Zernove, Sakî
Zernove (în ucraineană Зернове) este o comună în raionul Sakî, Republica Autonomă Crimeea, Ucraina, formată din satele Nîzînne și Zernove (reședința).

## Demografie
Componența lingvistică a comunei Zernove
     Rusă (60,67%)
     Tătară crimeeană (25,02%)
     Ucraineană (12,91%)
     Alte limbi (0,55%)
Conform recensământului din 2001, majoritatea populației comunei Zernove era vorbitoare de rusă (60,67%), existând în minoritate și vorbitori de tătară crimeeană (25,02%) și ucraineană (12,91%).